# Acmaeodera immaculata
Acmaeodera immaculata är en skalbaggsart som beskrevs av Horn 1878. Acmaeodera immaculata ingår i släktet Acmaeodera och familjen praktbaggar. Inga underarter finns listade i Catalogue of Life.